# Пітайо скельний
Пітайо скельний (Ochthoeca oenanthoides) — вид горобцеподібних птахів родини тиранових (Tyrannidae). Мешкає в Андах.

## Підвиди
Виділяють два підвиди:

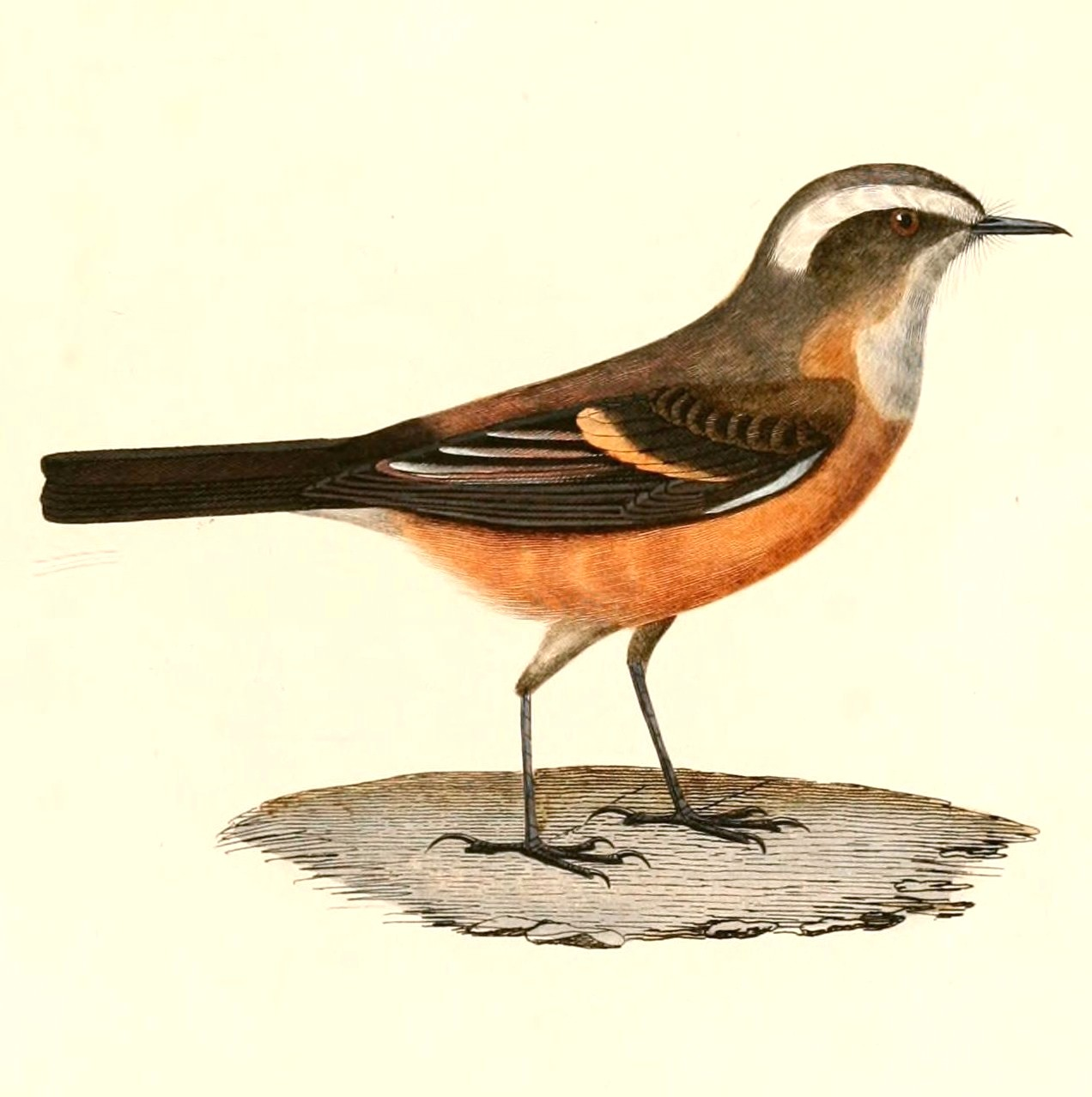
Скельний пітайо

- O. o. polionota Sclater, PL & Salvin, 1870 — Перу;
- O. o. oenanthoides (d'Orbigny & Lafresnaye, 1837) — Болівія, північне Чилі і північно-західна Аргентина.

## Поширення і екологія
Скельні пітайо поширені від північного заходу Перу (Ла-Лібертад) на південь вздовж Західного хребта Перуансських Анд до крайньої півночі Чилі (Аріка-і-Парінакота), південного сходу Перу (басейну озера Тітікака в регіоні Такна), західної Болівії (Ла-Пас) та до північно-західної Аргентини (на південь до Ла-Ріохи). Бродячих птахів спостерігали в Парагваї.
Скельні пітайо живуть у вологих гірських тропічних лісах Анд, у високогірних чагарникових заростях, на гірських луках та на скелях. Віддають перевагу заростям Polylepis. Зустрічаються на висоті від 2000 до 4500 м над рівнем моря.